# 팔도 사나이
"팔도 사나이"는 1969년 공개된 대한민국의 영화이다.

## 배역
- 장동휘 : 호 역
- 윤정희 : 한정선 역
- 박노식 : 용팔 역
- 태현실 : 옥희 역
- 황해 : 기무라 역
- 독고성 : 번개 역
- 허장강 : 아베 역
- 최남현 : 할아버지 역
- 최봉 : 춘수 역
- 오지명 : 천일 역
- 최창호
- 전양자 : 선희 역
- 이빈화 : 술집마담 역
- 양훈 : 거리 할아버지 역
- 이향 : 데라우찌 역
- 장혁 : 일본군 1 역
- 최성호 : 아베 똘마니 역
- 김칠성
- 장훈